# Lissonota bilineata
Lissonota bilineata är en stekelart som beskrevs av Johann Ludwig Christian Gravenhorst 1829. Lissonota bilineata ingår i släktet Lissonota och familjen brokparasitsteklar. Inga underarter finns listade i Catalogue of Life.